# Diocesi di Paro
La diocesi di Paro (in latino Dioecesis Pariensis) è una sede soppressa e sede titolare della Chiesa cattolica.

## Storia
Paro è un'antica sede vescovile della Grecia, suffraganea dell'arcidiocesi di Rodi. La diocesi è documentata nelle Notitiae Episcopatuum del patriarcato di Costantinopoli fino al X secolo.
Sono diversi i vescovi noti di quest'antica sede in epoca bizantina. Atanasio prese parte al concilio di Efeso del 431. Teodoro, vescovo di Paro, Sifno e Amorgo, partecipò al concilio di Costantinopoli del 536, presieduto dal patriarca Mena, e sottoscrisse in ultima posizione la condanna di Severo di Antiochia, Pietro di Apamea e il monaco Zoora. Stefano prese parte al concilio di Costantinopoli del 680/681 e al concilio in Trullo del 691/692. Nel sito dell'antica cattedrale di Paro sono state scoperte due iscrizioni che riportano i nomi di due vescovi locali, Hylasios e uno dei suoi immediati successori, Giorgio, vissuti tra la metà e la fine del VI secolo; a Hylasios è attribuita la costruzione del complesso episcopale alla fine del regno di Giustiniano I. Infine Costantino è documentato da un sigillo vescovile datato tra X e XI secolo.
In seguito alla quarta crociata, le antiche sedi Nasso e di Paro furono unite, dando origine ad un'arcidiocesi, che sovente le fonti chiamano Paronaxiensis.
Dal XVIII secolo Paro è annoverata tra le sedi vescovili titolari della Chiesa cattolica; la sede è vacante dal 6 luglio 1977.

## Cronotassi

### Vescovi greci
- Atanasio † (menzionato nel 431)
- Teodoro † (menzionato nel 536)
- Hylasios † (metà del VI secolo)
- Giorgio † (seconda metà del VI secolo)
- Stefano † (prima del 680 - dopo il 692)
- Costantino † (X/XI secolo)

### Vescovi titolari
- Jean Vivant † (28 novembre 1729 - 16 febbraio 1739 deceduto)
- Giovanni Tommaso Gallarati † (30 marzo 1772 - ? deceduto)
- Karl Klemens von Gruben † (1º giugno 1795 - 11 agosto 1825 nominato vescovo di Hildesheim)
- Annibale Fantoni, O.F.M. † (19 settembre 1848 - 11 luglio 1882 deceduto)[9]
- Francis-Xavier Gsell, M.S.C. † (10 novembre 1948 - 12 luglio 1960 deceduto)
- Francesco Bertoglio † (1º settembre 1960 - 6 luglio 1977 deceduto)